# سماجوادي
حزب سماجوادي (بالأردية: سماجوادی پارٹی، بالإنجليزية: Samajwadi Party، بالفرنسية: Samajwadi Party): هو حزب سياسي اشتراكي في الهند. تأسس في 4 أكتوبر 1992، ويقع مقره الرئيسي في نيودلهي. يتزعم حزب ساماجوادي حاليًا رئيس وزراء أتر برديش السابق.